# Kane & Lynch 2: Dog Days
Kane & Lynch 2: Dog Days ist ein Third-Person-Shooter von IO Interactive. Der Nachfolger von Kane & Lynch: Dead Men wurde im August 2010 von Eidos für PC, Xbox 360 und PlayStation 3 veröffentlicht.

## Handlung
Im Gegensatz zum ersten Teil, in dem man Kane spielt, schlüpft der Spieler im Einzelspielermodus von Dog Days in die Rolle von Lynch. Zu Beginn des Spiels trifft Kane in Shanghai ein, wo er von Lynch empfangen wird um einen großen Deal durchzuziehen. Kane erschießt während einer Verfolgungsjagd unglücklicherweise die falsche Person und so wird das Gangster-Duo in der Folge von der Polizei und der Shanghaier Unterwelt gejagt.

## Spielprinzip
Das Actionspiel ist ein Third-Person-Shooter mit Deckungsmechanik. Im Koop-Modus kann ein zweiter Spieler die Rolle von Kane übernehmen, der im Einzelspieler Computer gesteuert wird.
Neben der Kampagne, die allein oder zu zweit gespielt werden kann, enthält das Spiel auch einen Mehrspielermodus. Der bereits im Vorgänger enthaltene Modus Fragile Alliance wurde in abgewandelter Form übernommen. In diesem Spielmodus treten mehrere Spieler zusammen an, um einen Raub zu begehen. Dabei muss Beute gesammelt und sich gegen Polizisten und andere KI-Gegner gewehrt werden. Spieler können aber auch ihre Mitspieler verraten und angreifen, um selbst mehr Beute zu erhalten. Dies schlägt sich allerdings in der Statistik nieder, so dass man später von anderen Spielern gemieden werden kann. Opfer können zudem als Polizisten zurück ins Spiel kommen und selbst Jagd auf die Räuber machen und sich rächen.
Ergänzt wurde der Multiplayer um den Modus Undercover Cop, bei dem im Vergleich zu Fragile Alliance einer der Spieler zufällig als Undercover Ermittler bestimmt wird und somit von Beginn an ein Verräter ist. Daneben gibt es noch den Team-Deathmatch-Modus Räuber und Gendarm in dem Verbrecher und Polizisten gegeneinander kämpfen.

## Technik
Kane & Lynch 2 verwendet die Glacier Engine deren Renderer für DirectX 9 komplett neu geschrieben wurde. Die Grafik-Engine bietet Echtzeit-Beleuchtung mit weichen Schatten und Umgebungsverdeckung und Spiegelungen. Zudem arbeitete IO Interactive stark mit Postprocessing-Filtern wie Filmkorn, bewusst blockigen Artefakten, Blooming, Lens Flares und CCD Overdrive.

## Zensur
Im Gegensatz zum Vorgänger kam Dog Days in Deutschland geschnitten auf den Markt. Das Spiel verpixelt Genitalien und harte Gewaltanwendung, wobei dies als bewusstes Stilmittel verwendet wird und in allen Versionen enthalten ist. Entfernt wurde für den deutschen Markt die Ragdoll-Engine und die Möglichkeit, unschuldige Zivilisten zu töten. Blut, Schusswunden und Exekutionen sowie die Zwischensequenzen blieben hingegen unangetastet.

## Entwicklung
Im Juli 2009 sicherte sich Eidos in den USA die Markenrechte für Kane & Lynch 2: Dog Days. Offiziell angekündigt wurde der Nachfolger des 2007 erschienenen Kane & Lynch: Dead Men mit einem Trailer im November 2009, nachdem bereits ein paar Tage zuvor ein Video im Internet aufgetaucht war. Der Veröffentlichungszeitpunkt wurde mit 2010 angegeben.
Im März 2010 wurden der 27. August als Releasetermin für Europa bekannt gegeben, während das Spiel in den USA drei Tage früher erscheinen solle. Ende März 2010 wurde bekannt, dass 35 der rund 200 Beschäftigten des Entwicklers IO Interactive entlassen wurden. Der Entwickler gehörte seit 2004 zu Publisher Eidos, welcher 2009 von Square Enix übernommen wurde.
Im Juli 2010 gab Square Enix per Pressemitteilung bekannt, dass das Spiel bereits eine Woche früher als geplant erscheinen werde. In Europa am 20. August und in Nordamerika bereits am 17. August 2010.
Der Soundtrack des Spiels wurde von der deutschen Audio-Designerin Mona Mur komponiert.

## Rezeption
Kane & Lynch 2: Dog Days erhielt gemischte Kritiken. Das deutschsprachige Konsolenmagazin GamePro kritisiert die fehlende Abwechslung in der Kampagne.

„Während die Schießereien selbst nur wenig Abwechslung bringen, seid ihr immerhin in vielen unterschiedlichen Umgebungen unterwegs.“

Das Onlinemagazin 4Players stufte die PC-Fassung einen Prozentpunkt besser als die Konsolenversionen ein und begründete dies damit, dass die PC-Version technisch eine Klasse darüber liege, während das Spiel inhaltlich identisch sei.
PC Games kritisierte Gameplay und Gegner-KI, lobte aber Atmosphäre und Story. Laut GameStar sei der Mehrspieler-Modus lediglich eine „Dreingabe“, mit der man nur begrenzt Spaß haben wird. 4Players sieht in diesem allerdings eine der großen Stärken des Spiels.
Für Eurogamer sei der Look beeindruckend, ebenso wie die Liebe zum Detail und der Mut zu ungewöhnlichen Hauptfiguren. Inhaltlich komme das Spiel jedoch zu kurz. Das streng lineare Spiel böte wenig Abwechslung. Die Rahmenhandlung käme erst zum Ende hin in Fahrt.